# Lechner (zeilplank)
Voor de Olympische zeilwedstrijden van 1992 in Barcelona, werd de Division II zeilplank aangepast, door midzwaard en mast naar achteren te brengen, om te voldoen voor zowel het dames als het heren onderdeel van het plankzeilen. Dit werd de Lechner Olympische zeilplank. Dit keer werd drie jaar voor de spelen de zeilmaker, Neil Pryde, aangewezen.
De zeilplanken inclusief zeil en mast, werden tijdens deze spelen, in tegenstelling tot de vorige twee edities, door de organisatie eenmalig ter beschikking gesteld.

## Uitslagen Olympische Spelen[2]

### Heren
| Jaar | Locatie       | Goud             | Zilver               | Brons            |
| ---- | ------------- | ---------------- | -------------------- | ---------------- |
| 1992 | ESP Barcelona | FRA Franck David | USA Michael Gebhardt | AUS Lars Keppich |

### Dames
| Jaar | Locatie       | Goud                | Zilver            | Brons               |
| ---- | ------------- | ------------------- | ----------------- | ------------------- |
| 1992 | ESP Barcelona | NZL Barbara Kendall | CHN Znang Xiadong | NED Dorien de Vries |